# Stuart Scharf
Stuart Scharf (1941 – 8 november 2007) was een Amerikaanse gitarist, componist en platenproducent.

## Biografie
Scharf groeide op in Crown Heights, Brooklyn en ging naar de Winthrop Junior High School. Scharf studeerde cum laude af aan het City College of New York in 1962 (hoofdvak wiskunde).
Hij was een vriend van gitarist Jay Berliner, die zijn carrière heeft beïnvloed. Begin jaren 1960 was Scharf hoofdgitarist van folkzanger Leon Bibb. Hij werkte ook samen met arrangeur Walter Raim en folkzanger Judy Collins en met bassist Bill Lee (vader van Spike Lee). Jarenlang werkte hij samen met Martin Gersten, hoofdingenieur van WNCN in een opnamestudio aan Jones Street 18 in Greenwich Village. Ze deelden deze ruimte met folkmuziek omroeper Skip Weshner.
Scharf was een productief studiomuzikant in New York in de jaren 1960 en speelde gitaar bij Chad Mitchell, Janis Ian, Al Kooper en Carly Simon. Hij had ook jarenlang een producerend partnerschap met Bob Dorough en samen produceerden ze albums van Spanky & Our Gang. Scharf was de componist van de hit Like to Get to Know You van Spanky & Our Gang. In 1980 verhuisde hij naar Hamilton Township, Monroe County (Pennsylvania), waar hij zijn platenbedrijf voortzette.

## Overlijden
Stuart Scharf overleed in november 2007 op 66-jarige leeftijd.

## Discografie

### Als sideman
Met Charles Earland
- 1973: Charles III (Prestige)

Met J.J. Johnson en Kai Winding
- 1969: Betwixt & Between (A&M/CTI)

Met Al Kooper
- 1969: You Never Know Who Your Friends Are (Columbia)
- 1970: Easy Does It (Columbia)
- 1973: Naked Songs (Columbia)

Met Hubert Laws
- 1971: The Rite of Spring (CTI)

Met Pearls Before Swine
- 1971: Beautiful Lies You Could Live In (Reprise)

Met Phil Woods
- 1967: Greek Cooking (Impulse!)

### Als producent
Met Spanky & Our Gang
- 1968: Like to Get to Know You (Mercury)
- 1969: Anything You Choose / Without Rhyme or Reason (Mercury) schreef 6 songs voor dit album, waaronder het politiek belangrijke Give a Damn, dat als themalied werd aangenomen door de New York Urban Coalition en door de New Yorkse burgemeester John Lindsay tijdens zijn herverkiezingscampagne in 1969.